# 흰배큰귀박쥐
흰배큰귀박쥐(Micronycteris minuta)는 주걱박쥐과(신세계잎코박쥐류)에 속하는 박쥐의 일종이다. 남아메리카와 중앙아메리카에서 발견된다.

## 특징
작은 박쥐로 몸길이가 40~55mm이고 전완장이 33~38mm, 꼬리 길이가 7~13mm이다. 발 길이가 10~13mm, 귀 길이 18~24mm, 몸무게는 최대 8g이다. 털은 짧고 균일하다. 등쪽 털은 짙은 갈색 또는 불그스레한 갈색을 띠는 반면에 배 쪽은 회색빛 흰색이다. 주둥이는 가늘고 길며 핑크색이고, 잎코가 잘 발달해 있다. 핵형은 2n=28, FNa=50이다.

## 생태
동굴과 굴, 나무 구멍 속에 혼자 또는 작은 무리를 지어 은신한다. 먹이는 곤충과 식물이다. 3월과 4월에 코스타리카에서 새끼를 밴 암컷이 포획된다.

## 분포 및 서식지
온두라스와 니카라과, 파나마, 콜롬비아, 베네수엘라, 가이아나, 수리남, 프랑스령 기아나, 에콰도르 동부, 페루 북부와 동부, 브라질 파라주와 바이아주, 이스피리투산투주, 리우데자네이루주, 미나스제라이스주, 연방구, 아마조나스주, 볼리비아 북부 지역에 널리 분포한다. 트리니다드에서도 발견된다. 해발 최대 800m 이하의 평원 지대의 상록수림과 탈락성 숲, 농경지에서 서식한다.